# Crucifijo de la Santa Cruz (Donatello)

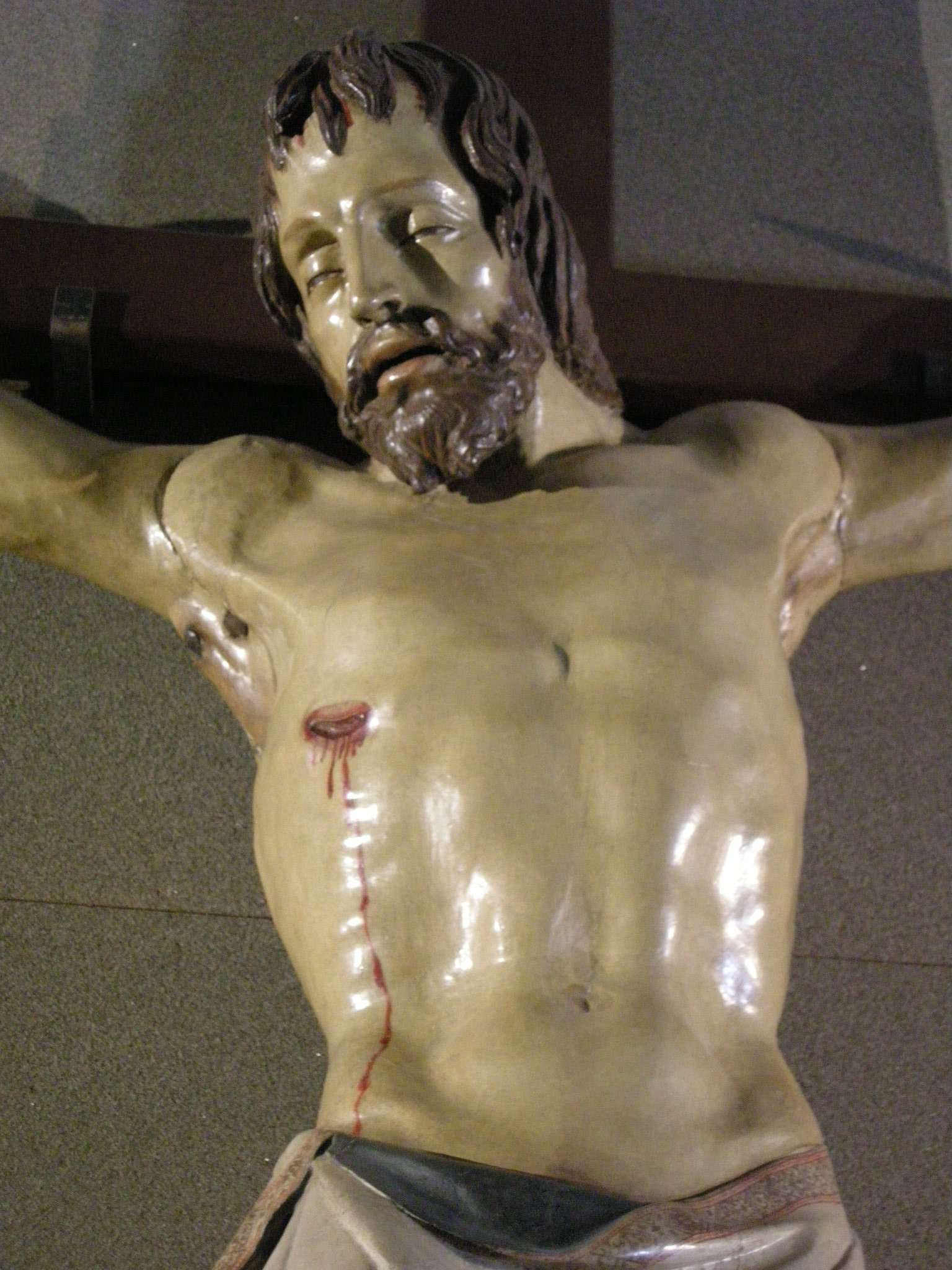
Detalle del Crucifijo de la Santa Cruz de Donatello.

El Crucifijo de la Santa Cruz de Donatello es una escultura conservada en la capilla de Bardi di Vernio en la parte izquierda del crucero de la iglesia de la Santa Cruz (Florencia), atribuida hacia los años 1406-1408. Es en madera policromada y con unas medidas 168 x 173 cm. 

## Historia
Según el testimonio Vasari en Le Vite este trabajo, fue duramente criticado por Filippo Brunelleschi, diciendo a Donatello, que había puesto en la cruz un campesino, por el realismo tan exagerado que le había dado al cuerpo de Cristo. Donatello le desafió para que hiciera uno mejor. Brunelleschi esculpió en respuesta la solemne Crucifixión de Santa Maria Novella.
Hoy en día los historiadores del arte tienden a negar la historia, y datan las dos obras en una docena de años de distancia el uno del otro. El de Donatello que se reconoce realizado antes, está fechado en torno a 1406-1408.
La identificación del crucifijo ha motivado alguna controversia, se propuso en algún tiempo, como nombre del autor a Nanni di Banco, pero sin mucho éxito. Existe, actualmente total unanimidad es su atribución a Donatello.

## La historia de Vasari
... hizo un Crucifijo de madera, que, cuando lo hubo acabado, lo mostró a Brunelleschi, muy amigo suyo, para saber su opinión. Este, que por las palabras de Donatello esperaba ver algo mucho mejor, al mirarlo se sonrió. Y Donato le rogó, por la amistad que entre ellos había, que le dijese su parecer. Por lo que Filippo, que era muy liberal, repuso que le parecía que había puesto en la Cruz a un campesino y no un cuerpo semejante a Jesucristo, que era más delicado y en todas sus partes el más perfecto de forma humana jamás creada.
Vasari.Le vite de' più eccellenti pittori, scultori e architettori-IV

Donatello ante esta cruel crítica invitó a Filippo Brunelleschi a ejecutar un trabajo mejor que el suyo. Ante el crucifijo realizado por su amigo, Donato fue leal y admitió que había sido vencido.

## Información general y estilo
La comparación entre los dos crucifijos es ejemplar para demostrar las diferencias personales entre los dos padres del Renacimiento florentino, que a pesar de la coincidencia de propósitos personales, tienen concepciones muy diferentes del arte. 
El Cristo de Donatello se construye haciendo hincapié en el sufrimiento y la verdad del sujeto humano, quizás de acuerdo con las exigencias de los clientes franciscanos,  siempre interesados en que la figura fuese patética para llegar más al pueblo, haciéndolos participar en la compasión ante el sufrimiento de Jesús; este trabajo podría haber sido encargado para las ceremonias de Semana Santa.
El cuerpo, se presenta sufriendo, con el modelo energético y vibrante, que no hace ninguna concesión a la comodidad ni a la estética; destaca la agonía, siguiendo las peticiones del contrato, con la boca abierta, los ojos parcialmente abiertos, y el desgarro de la composición del cuerpo.   
Donatello con este trabajo parece argumentar en contra de la elegancia helénica aprendida de Lorenzo Ghiberti, pero con la buena composición armoniosa y matemática de Brunelleschi. De hecho, la Crucifixión de Cristo de Brunelleschi, se establece de acuerdo con un estudio de proporcionalidad y una solemne seriedad.